# Leevi Lehto
Leevi Lehto (Asikkala, 1951. február 23. – Helsinki, 2019. június 22.) finn költő, műfordító.

## Életútja
1967-ben jelent meg az első verseskötete, majd 1992-ben adták ki első regényét, a Janajevin unet (Janajev álmai) címűt. Az 1970-es években baloldali politikusként tevékenykedett. Az 1990-es években vezetőként dolgozott a kommunikációs iparágban. Programozóként is ismert volt, részt vett a Google Poem Generator létrehozásában.
Műfordítóként negyven könyve jelent meg. Többek között filozófiai, szociológia műveket és verseket fordított finn nyelvre olyan szerzőktől mint Louis Althusser, Gilles Deleuze, George Orwell, Stephen King, Ian McEwan, Josef Skvorecky, Walter Benjamin, John Keats, John Ashbery. Legutolsó munkája James Joyce Ulyssesének az újrafordítása volt finnre.

## Művei
- Muuttunut tuuli (1967)
- Rakkauden puheesta (1969)
- Ihan toinen iankaikkisuus (1991)
- Janajevin unet (1992)
- Ja hänen nimensä oli kuulemiin (1993 libretto)
- Kielletyt leikit (1994)
- Ääninen (1997)
- Ampauksia ympäripyörivästä raketista (2004)
- Päivä. Helsinki: Kirja kerrallaan (2004)
- Alussa oli kääntäminen. 2000-luvun poetiikkaa (2008)